# مخترق التحصينات
مُخترق التحصينات (بالإنجليزية: bunker buster) هو قنبلة مصممة خصيصاً لتدمير الأهداف المحصنة أو المدفونة تحت الأرض. وينقسم هذا النوع من القنابل إلى أنواع عدة، منها المُلقاة بالمدفعية، المُلقاة من الجو، التي يُتَحَكَّمُ بها عن طريق صمامات التفجير «الفتيل» ومنها أيضاً الصاروخي والنووى.

## القذائف المُلقاة بالمدفعية

### ألمانيا
قذائف روشلينج الألمانية تعد أول قنابل خارقة للتحصينات تُقذف بالمدفعية، صممها المهندس الألمانى أوجاست كويندرز August Coenders وتقوم فكرتها على نظرية زيادة الكثافة المقطعية لإحداث إمكانية الاختراق، وجُرِّبَ هذا النوع من القنابل فيما بين عامي 1942 و 1943 أثناء قصف حصن أوبان-نوفشاتو Fort d'Aubin-Neufchâteau ببلجيكا.

## القذائف المُلقاه من الجو

### المملكة المتحدة

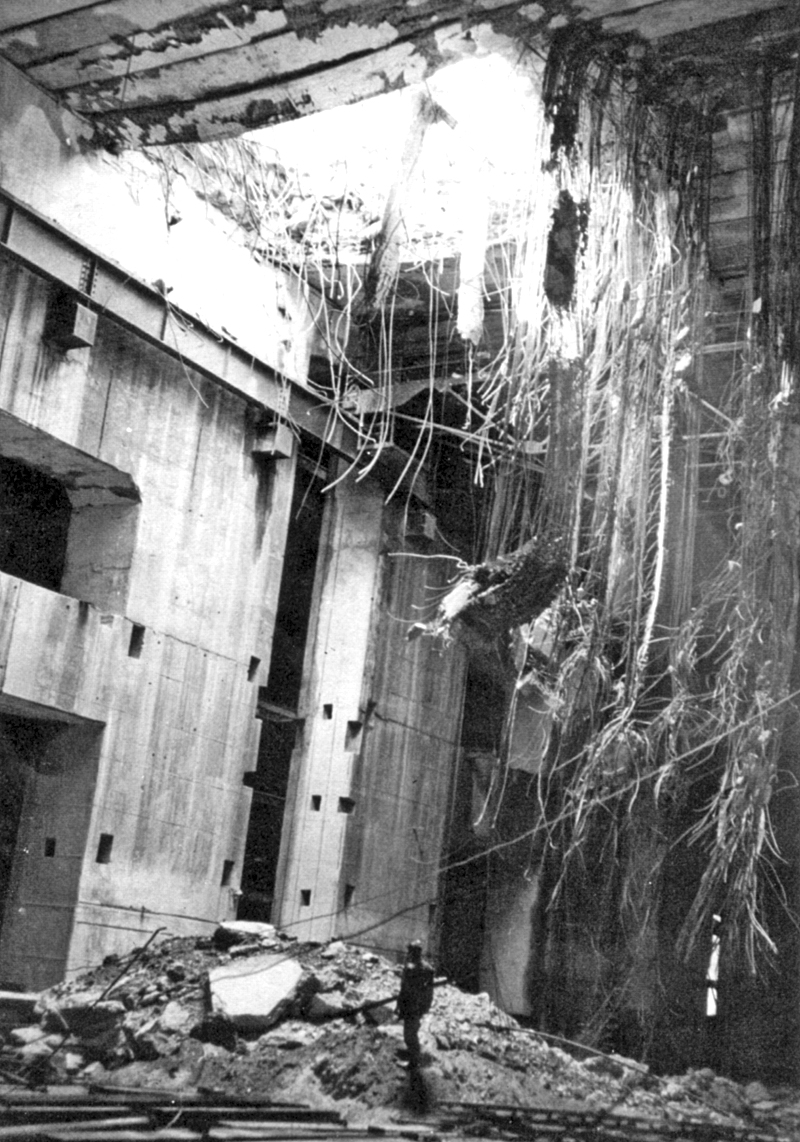
حوض يو بوت بعد قصفه بمُخترق تحصينات من نوع جراند سلام.

أثناء الحرب العالمية الثانية قام المهندس البريطانى بيرنس واليس Barnes Wallis والمعروف بأنه مُخترع القنابل الوثابة «نوع من القنابل يمكنه مرواغة الموانع في طريقه لإصابة الهدف» بتصميم قُنبُلتين يُعدان الأصل لمدمرات التحصينات الحديثة: تولبوى والتي تزن خمسة أطنان والجراند سلام التي تزن عشرة أطنان.

### الولايات المتحدة الأمريكية
قبل الحرب قامت الولايات المتحدة الأمريكية بإجراء تعديلات على قنبلة التولبوي بحيث يمكن التحكم في توجيهها عن بُعد، فيما عُرف بالتارزون والتي تزن 12 طن وقد استخدمت قنبلة من طراز التارزون الموجهة إبان الحرب الكورية نحو مقرات القيادة في كانجى.

## حديثاً
اسْتُخْدِمَ هذا النوع من القنابل أثناء حرب الخليج الثانية عام 1991 حيث كانت هناك حاجة لمثل هذا النوع من القنابل القادرة على اختراق الحصون خاصةً المبنية تحت الأرض على غرار مثيلاتها البريطانية إبان الحرب العالمية الثانية وحيث أن جميع دول الناتو المشاركة في الحرب لم تكن تملك مثل هذا النوع من القنابل عاملاً في قواتها الجوية في تلك الفترة طُوِّرَت مُخترقات التحصينات المُلقاه بالمدفعية الموجودة بالفعل لدى الدول الحلفاء في خلال 28 يوم بحيث يُمكن إلقائها من الجو مما يُسهل عملية تدمير مثل هذة التحصينات.
قامت روسيا أيضاً يتطوير وإنتاج مثل هذة الأنواع من القنابل مثل «كاى. إيه. بى. 1500-إل» والذي يمكنه إلقائه من الجو عن طريق طائرات سوخوي سو-24إم وسوخوي سو-27آى. بى.

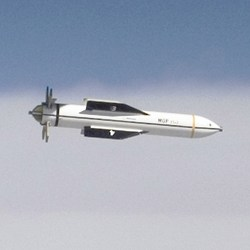
مُخترق تحصينات أمريكى من طراز جى.بى.يو. 57

## مُخترقات التحصينات التي تعمل بالفتيل
و هي تعمل بنفس الطريقة التي تعمل بها القنابل الخارقة للدروع العادية أي بمجرد سحب الفتيل تنفجر القنبلة ويمكن التحكم في وقت التفجير عن طريق جهاز ضبط الوقت.

## إلقاء مُخترقات التحصينات بالصواريخ أو تحميلها برؤوس نووية
وتُسْتَغَلُ فيها السرعة العالية للصاروخ لزيادة معدل احتمال اختراق التحصينات تحت الأرض ويوجد أيضاً النسخة النووية لهذا السلاح حيث يُحَمَّل الصاروخ الحامل للقنبلة المٌخترقة للتحصينات بالرؤوس النووية بينما لا يطرأ أي تغير على القنبلة الخارقة للتحصينات نفسها.

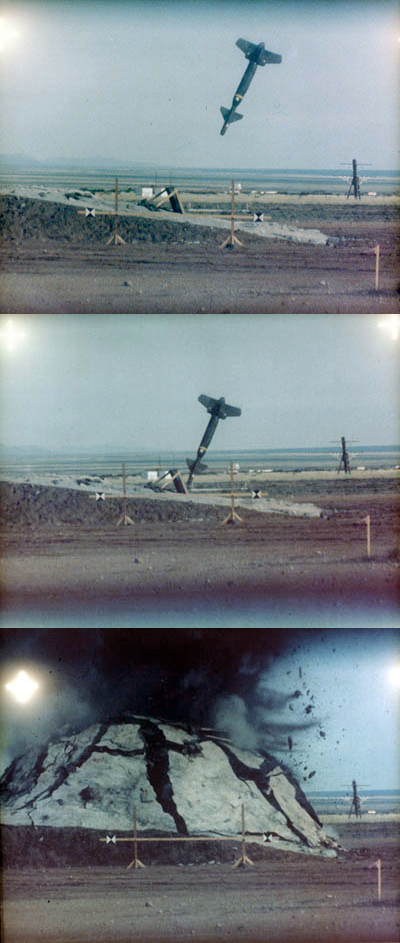
قنبلة موجهة خارقة للتحصينات تُصيب هدفاً أثناء إختبار